# Trichogaster chuna
Trichogaster chuna е вид лъчеперка от семейство Osphronemidae.

## Разпространение
Видът е разпространен в Бангладеш, Индия (Асам, Западна Бенгалия и Манипур) и Непал.